# Tomba di Hafez
La tomba di Hafez e il suo memoriale associato, lo Hāfezieh (حافظیه), sono due strutture commemorative erette nella periferia nord di Shiraz, Iran, in memoria del celebre poeta persiano Hafez. Le strutture a padiglioni aperti si trovano nei giardini Musalla sulla sponda nord del fiume stagionale e la casa la tomba di marmo di Hafez. Gli edifici presenti, costruiti nel 1935 e progettati dall'architetto e archeologo francese André Godard, sono nel sito di strutture precedenti, la più nota delle quali è stata costruita nel 1773. La tomba, i suoi giardini, ed i monumenti circostanti fino alle altre grandi figure sono il riferimento del turismo a Shiraz.

## Storia

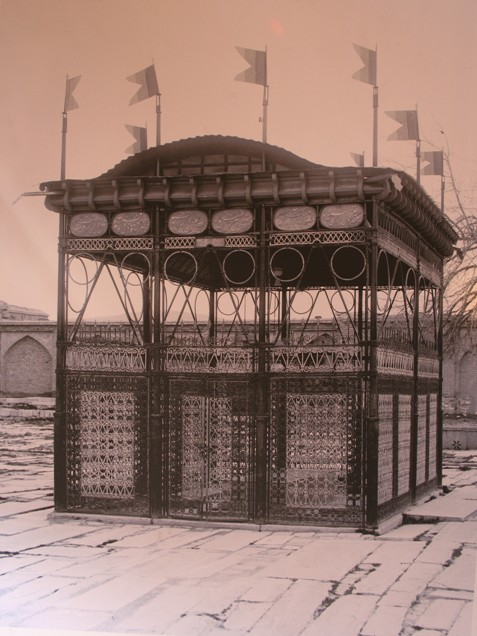
Una foto della transenna di ferro, intorno alla tomba di Hafez

Hafez è nato a Shiraz nel 1315 e vi morì nel 1390. Una figura amata dal popolo iraniano che imparano i suoi versi a memoria, Hafez era prominente nella sua città natale e ha tenuto una posizione come poeta di corte. In sua memoria, una piccola struttura a cupola è stata eretta a Shiraz vicino alla sua tomba e al Golgast-e Mosalla nel 1452 per ordine di Babur In-Baysungur, un governatore timuride. Il Golgast-e Mosalla erano dei giardini (ora conosciuti come giardini Musalla) che hanno caratterizzato nella poesia di Hafez. Con una superficie di oltre 19.000 metri quadrati, i giardini erano anche sede di uno dei cimiteri di Shiraz, e Babur aveva una piscina costruita nello stesso tempo come il memoriale. Credendo che siano state ordinate dai presagi nella poesia di Hafez, Abbas I di Persia e di Nadir Shah hanno realizzato progetti di restauro distinti nei seguenti 300 anni.
Un memoriale molto più consistente è stato costruito nei giardini nel 1773 durante il regno di Karim Khan Zand. Situato sulla riva nord del fiume stagionale Rudkhaneye Khoshk nei Giardini Musalla, la Hāfezieh consisteva di quattro colonne centrali, con due camere costruite a est e ovest e con i lati nord e sud aperti. L'edificio ha diviso i giardini in due parti, con l'aranceto nella parte anteriore e il cimitero nella parte posteriore. La tomba reale era al di fuori della struttura, al centro del cimitero, con una lastra di marmo c'è la tomba. Il marmo è stato inciso da un calligrafo con brani tratti dalle poesie di Hafez.
La tomba è stata restaurata nel 1857 da un governatore di Fars, e un recinto di legno è stato costruito intorno alla tomba nel 1878, da un altro governatore di Fars. A seguito di questo, il sito è diventato oggetto di controversia, quando, nel 1899, Ardeshir, un Parsi dall'India ha iniziato a costruire un santuario attorno alla tomba di Hafez. Anche se il filantropo Parsi aveva ottenuto il permesso da un ulema di Shiraz per costruire il santuario in ferro e legno, un dottore della legge religiosa con una certa autorità a Shiraz, ʿAli-Akbar Fāl-Asiri, opposto ad un edificio zoroastriano sulla tomba di un musulmano. Con i suoi seguaci, ha distrutto la costruzione semi-costruita. La gente di Shiraz ha protestato contro la distruzione e il governo ha ordinato la ricostruzione del monumento, ma Fāl-Asiri si è opposto e ha detto che avrebbe distrutto qualsiasi edificio sollevato lì, anche se fosse eretto dal re stesso.
Il sito è rimasto in rovina per due anni, fino al 1901 quando il principe Malek Mansur Mirza Shao es-Saltaneh ha posto una transenna in ferro decorativo intorno alla tomba di Hafez. È stato iscritto con versi i nomi dei patroni della transenna.

## La struttura attuale
Le attività per restaurare e ampliare il memoriale di Hafez hanno avuto inizio nel 1931, quando l'aranceto è stato riparato e l'Hāfezieh è stato modificato da un governatore di Fars e Isfahan, Faraj-Allāh Bahrāmi Dabir-e Aʿẓam. Ulteriori miglioramenti sono stati ritardati fino a quando il Ministero della Pubblica Istruzione ha organizzato un nuovo edificio da costruire, nel 1935. André Godard, un archeologo e architetto francese, è stato il direttore tecnico del Dipartimento delle antichità, a cui fu dato l'incarico di progettare i nuovi edifici.
Le modifiche alla tomba di Hafez hanno riguardato l'elevazione di un metro dal livello del suolo e cinque gradini. Otto colonne, ogni dieci metri di altezza, sostengono una cupola di rame a forma di un cappello derviscio. La parte inferiore della cupola è un mosaico arabesco e colorato.

L'originario memoriale a quattro colonne fu costruito nel 1773 da Karim Khan Zand ed è stato ampiamente esteso. Sedici pilastri sono stati aggiunti ai quattro originali, creando una lunga veranda, e in diverse facciate sono incisi dei ghazal e altri brani tratti dalla poesia di Hafez.

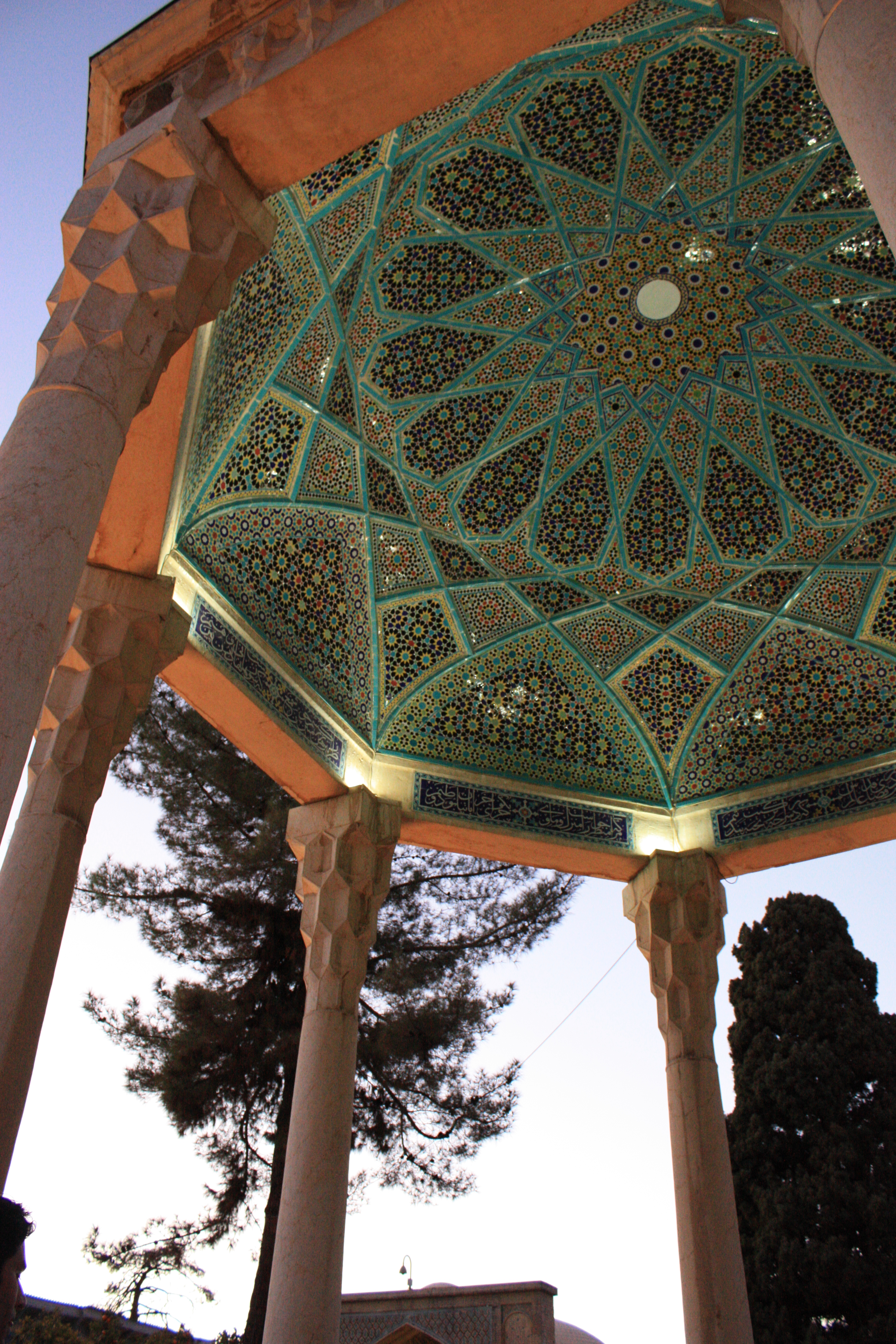
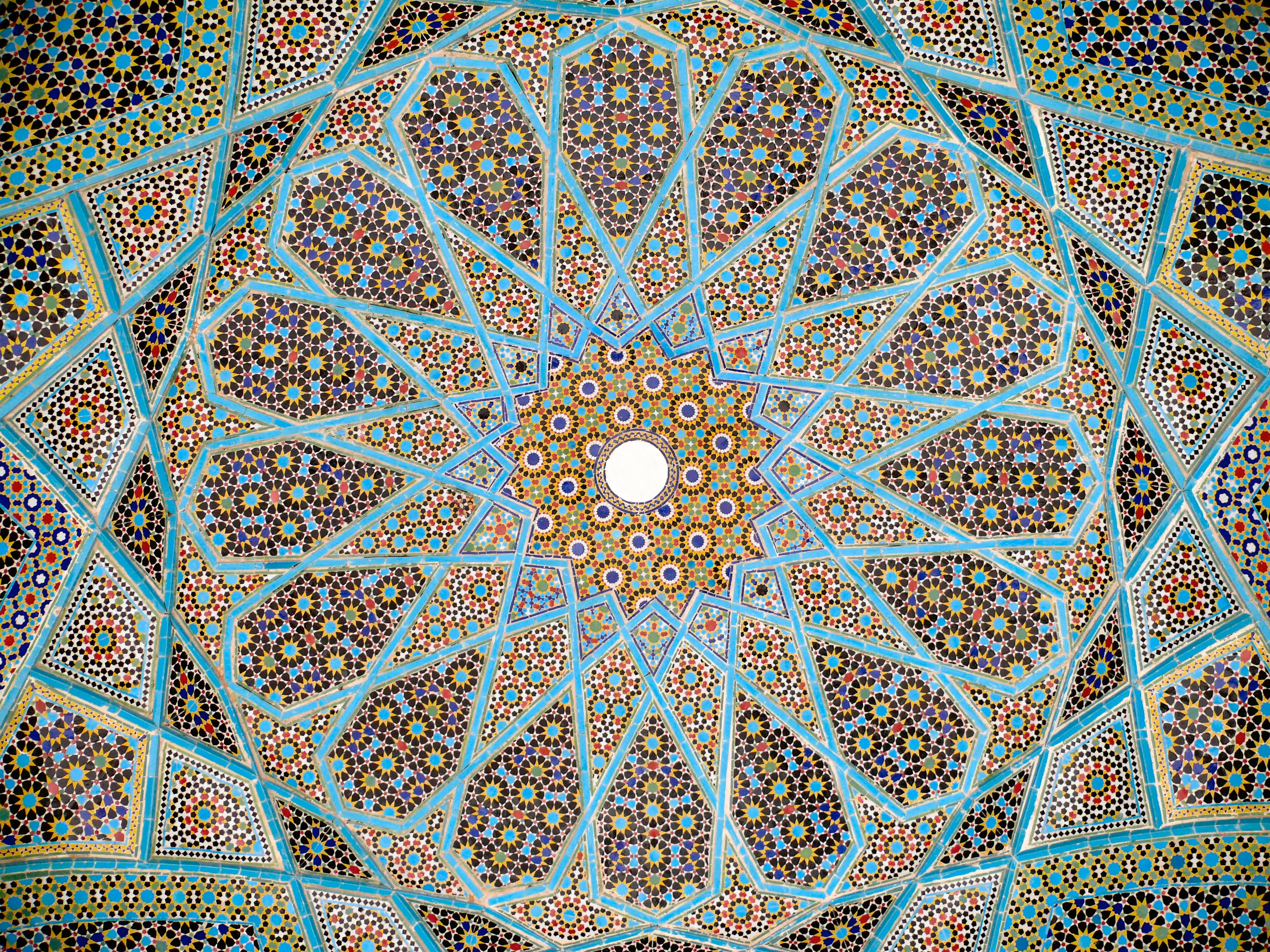
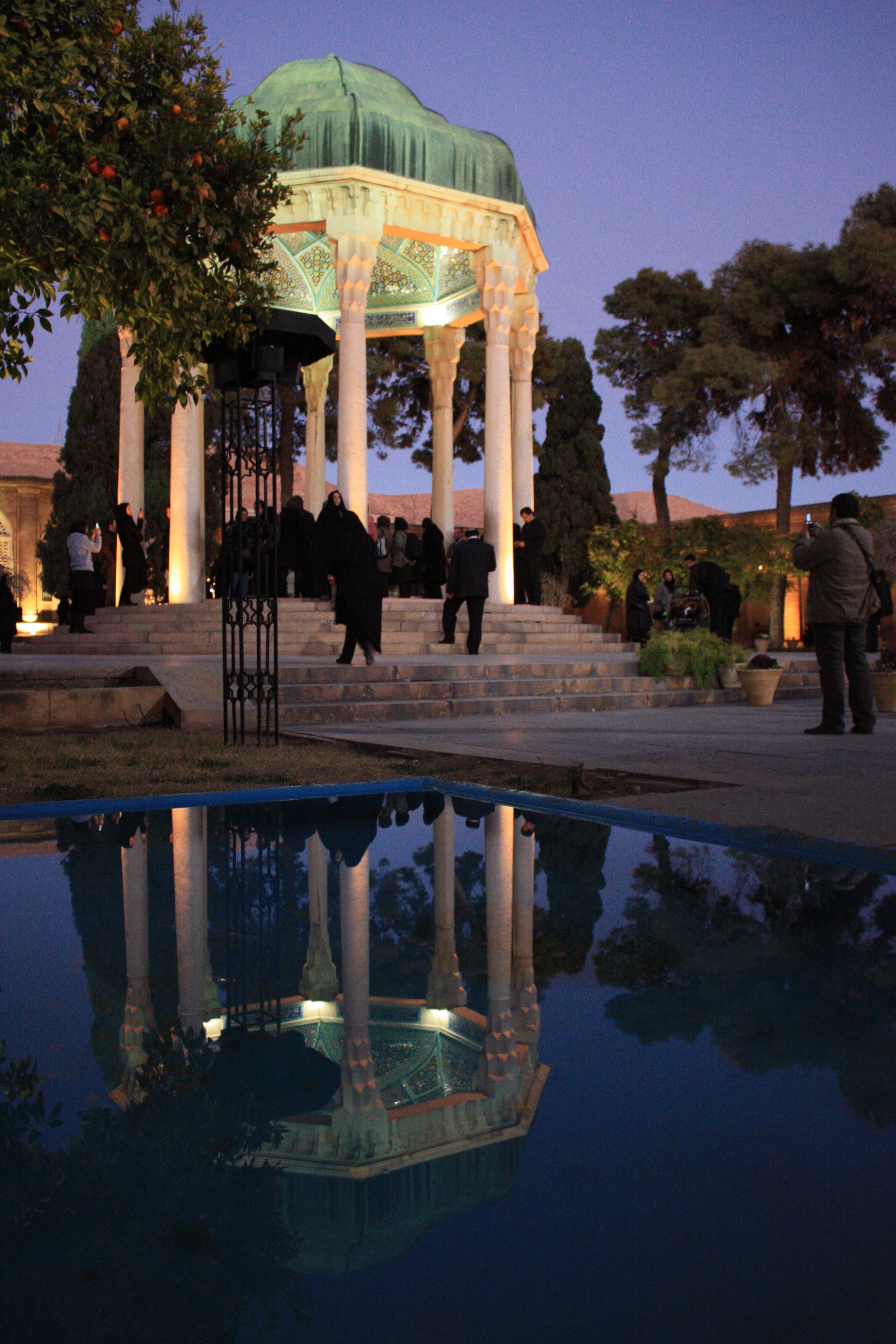
La tomba di Hafez illuminata di notte
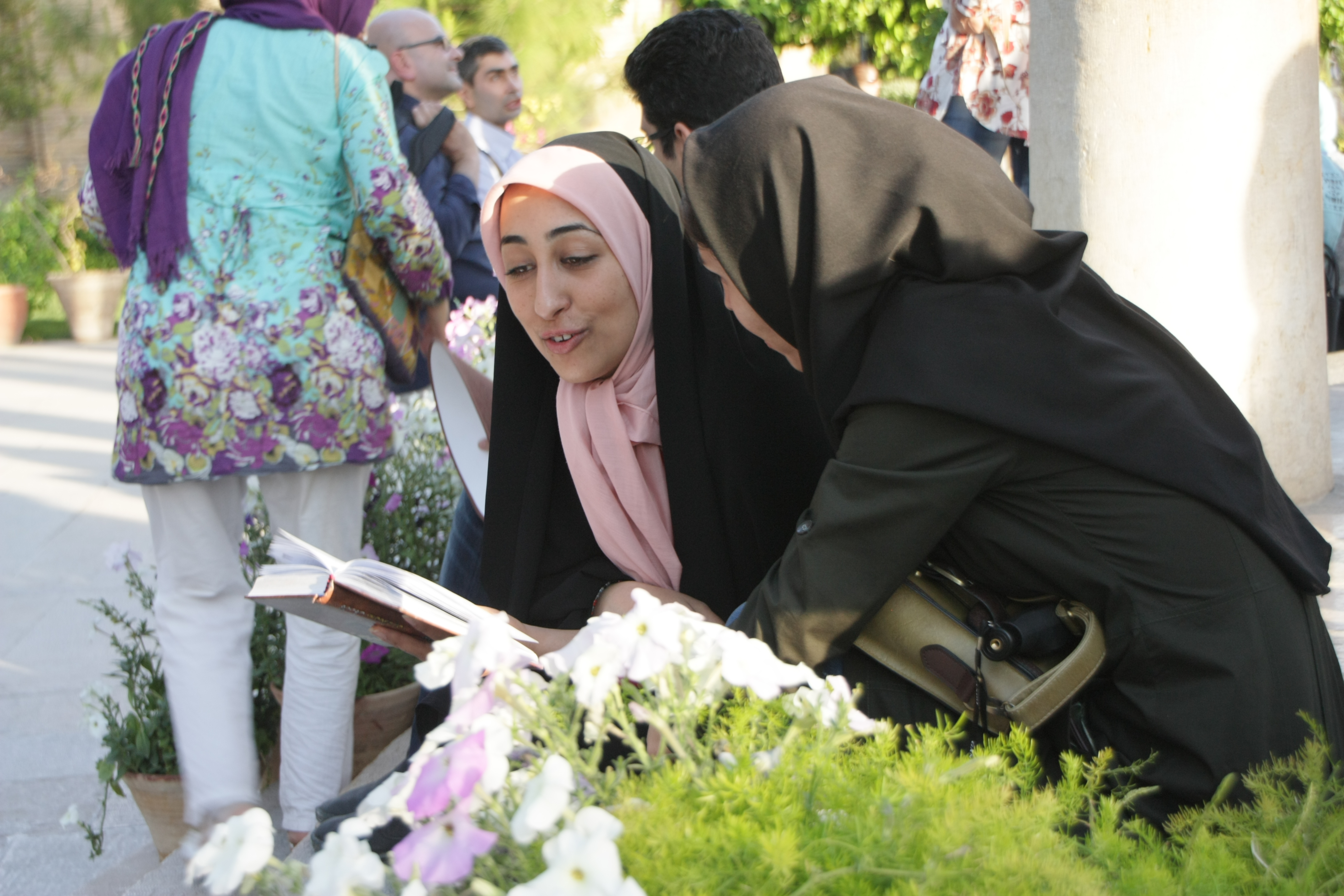
Una donna legge le poesie di Hafez accanto alla tomba
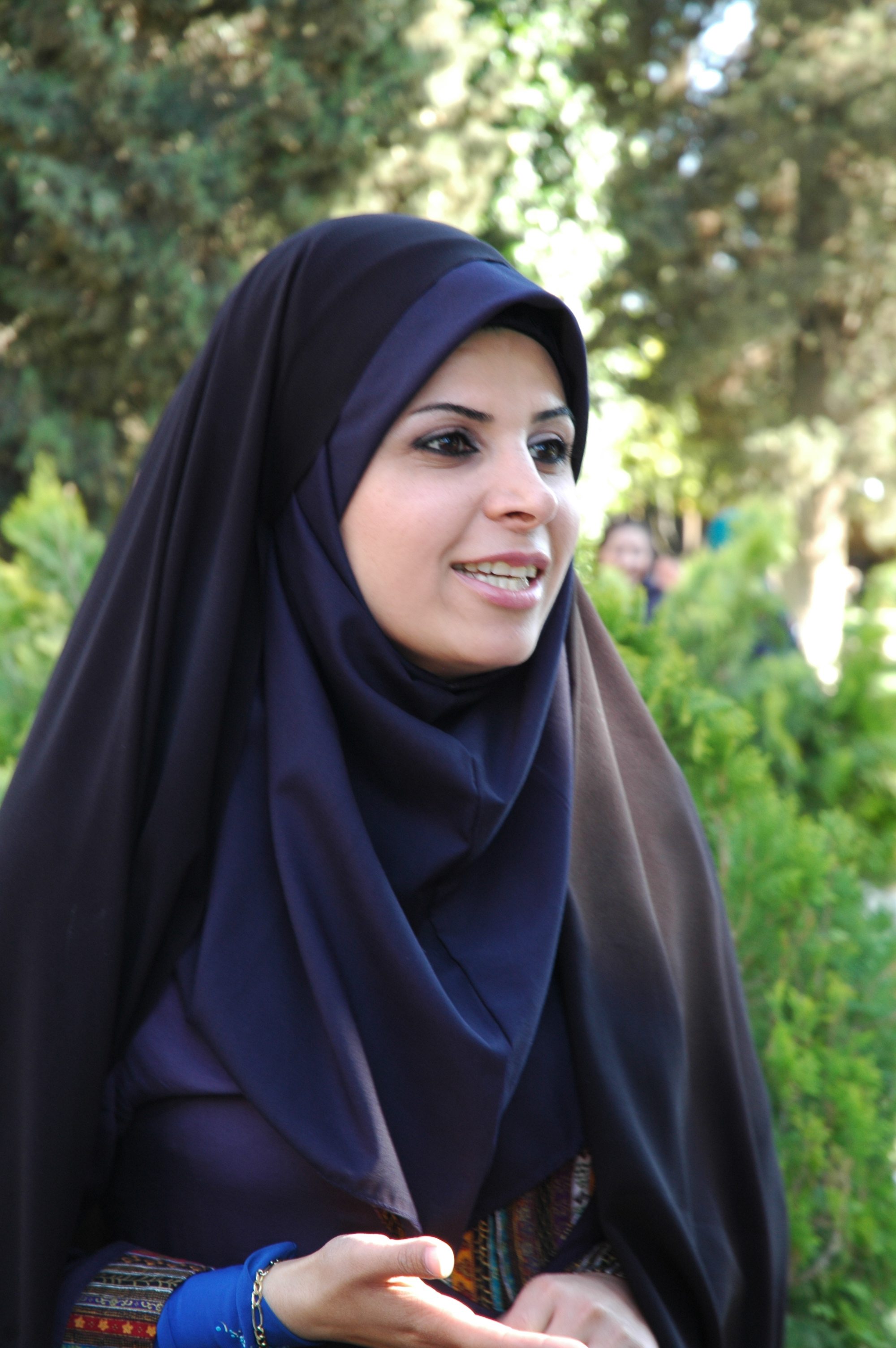
Donna alla tomba di Hafez

## Giardini e turismo
Diverse piscine rettangolari sono state aggiunte tra i giardini, e degli ottimi alberi di arancio, sentieri, corsi d'acqua, e aiuole creano un ambiente piacevole per il centro turistico della tomba di Hafez e il memoriale. Una casa da tè a terra offre un rinfresco in un ambiente tradizionale. La cupola sopra la tomba di Hafez è ben illuminata di notte, fornendo un bel punto di attrazione. L'ex tomba di Qāsem Khan Wāli è ora una biblioteca contenente 10.000 volumi dedicati a Hafez.